# Катіт 1
Катіт 1 (англ. Katit 1) — індіанська резервація в Канаді, у провінції Британська Колумбія, у межах регіонального округу Сентрал-Коаст.

## Населення
За даними перепису 2016 року, індіанська резервація нараховувала 90 осіб, показавши зростання на 42,9%, порівняно з 2011-м роком. Середня густина населення становила 14,9 осіб/км².
Працездатне населення становило 61,5% усього населення, рівень безробіття — 25%.

## Клімат
Середня річна температура становить 6,5°C, середня максимальна – 15,9°C, а середня мінімальна – -3,3°C. Середня річна кількість опадів – 2 571 мм.
| Клімат поселення                              | Клімат поселення | Клімат поселення | Клімат поселення | Клімат поселення | Клімат поселення | Клімат поселення | Клімат поселення | Клімат поселення | Клімат поселення | Клімат поселення | Клімат поселення | Клімат поселення | Клімат поселення |
| Показник                                      | Січ.             | Лют.             | Бер.             | Квіт.            | Трав.            | Черв.            | Лип.             | Серп.            | Вер.             | Жовт.            | Лист.            | Груд.            |                  |
| Середній максимум, °C                         | 4,51             | 5,37             | 6,46             | 9,01             | 12,02            | 14,61            | 14,89            | 15,85            | 13,48            | 9,41             | 4,54             | 2,10             |                  |
| Середня температура, °C                       | 0,58             | 1,44             | 2,54             | 5,08             | 8,11             | 10,68            | 13,10            | 14,08            | 11,68            | 7,61             | 2,76             | 0,32             |                  |
| Середній мінімум, °C                          | −3,33            | −2,48            | −1,38            | 1,17             | 4,18             | 6,77             | 11,33            | 12,29            | 9,91             | 5,83             | 0,98             | −1,46            |                  |
| Норма опадів, мм                              | 287              | 226              | 213              | 174              | 132              | 110              | 90               | 111              | 190              | 344              | 345              | 349              |                  |
| Середньомісячна швидкість вітру, м/с          | 4.58             | 4.32             | 3.75             | 3.57             | 3.29             | 3.22             | 3.04             | 2.93             | 3.04             | 3.61             | 4.29             | 4.33             |                  |
| Середньомісячна сонячна радіація, кДж/м²·день | 2520             | 5104             | 9183             | 13811            | 17629            | 18875            | 19087            | 16251            | 11429            | 6119             | 2921             | 1911             |                  |
| --------------------------------------------- | ---------------- | ---------------- | ---------------- | ---------------- | ---------------- | ---------------- | ---------------- | ---------------- | ---------------- | ---------------- | ---------------- | ---------------- | ---------------- |
| Джерело:                                      |                  |                  |                  |                  |                  |                  |                  |                  |                  |                  |                  |                  |                  |